# Ягодное (Фёдоровский район)
Ягодное — исчезнувшее село в Фёдоровском районе Саратовской области.
Село находилось в степи, в пределах Сыртовой равнины, являющейся частью Восточно-Европейской равнины, на левом берегу реки Еруслан, в 41 км к северо-востоку от города Красный Кут.

## История
Основано как дочерняя немецкая колония Ягодная в 1855 году. Также был известна как Ново-Сосновка и Ней-Ягодная.  Основатели из колоний Ягодная Поляна, Гукк, Норка. Колония относилась к лютеранским приходам Шёндорф и Шёнталь. Земельный надел по состоянию на 1857 год составлял 3540 десятин земли (из расчёта на 92 семьи). Колония входила в состав Ерусланского колонистского округа, с 1872 года - в составе Верхне-Ерусланской волости Новоузенского уезда Самарской губернии.
С 1918 года - в составе Ерусланского (Лангенфельдского) района, после перехода к кантонному делению в составе Краснокутского кантона Трудовой коммуны Немцев Поволжья (с 1923 года АССР немцев Поволжья). В голод 1921 года родились 79 человек, умерли – 308. В 1926 году в селе имелись кооперативная лавка, библиотека, начальная школа, сельсовет, сельскохозяйственное кредитное товарищество.
28 августа 1941 года был издан Указ Президиума ВС СССР о переселении немцев, проживающих в районах Поволжья, население было депортировано. Село, как и другие населённые пункты Краснокутского кантона, было включено в состав Саратовской области. Дата упразднения не установлена.

## Население
Динамика численности населения
| 1859 | 1872 | 1883 | 1889 | 1897 | 1905 | 1910 | 1920 | 1922 | 1923 | 1926 | 1931 |
| ---- | ---- | ---- | ---- | ---- | ---- | ---- | ---- | ---- | ---- | ---- | ---- |
| 555  | 812  | 1109 | 1312 | 1466 | 1900 | 2219 | 2087 | 1580 | 1216 | 1485 | 1858 |